# 野北村
野北村(のぎたむら)は、かつて存在した福岡県糸島郡（旧・志摩郡）の村である。現在の糸島市志摩野北にあたる。

## 歴史

### 志摩郡時代
- 1889年 - 町村制が施行され、同村が誕生する。[注 1]
- 1896年4月1日 - 郡の統合により志摩郡が怡土郡と合併し、糸島郡野北村となる[1]。

### 合併後 (桜野村時代)
- 1951年 - 桜井村と合併し、糸島郡桜野村となる。
- 1955年 - 可也村・小富士村・芥屋村と合併し、糸島郡志摩村となる。[注 2]
- 1965年 - 志摩村が町制施行し、糸島郡志摩町となる。
- 2010年 - 二丈町・志摩町が前原市と合併し、糸島市が発足したため、同日糸島郡が消滅し、現在の糸島市志摩野北となる。